# Großer Preis von Frankreich 1970
Der Große Preis von Frankreich 1970 (offiziell LVI Grand Prix de France) fand am 5. Juli auf dem Circuit de Charade in der Nähe von Clermont-Ferrand statt und war das sechste Rennen der Automobil-Weltmeisterschaft 1970.

## Berichte

### Hintergrund
Das Starterfeld wurde aufgrund des relativ engen und verwinkelten Kurses aus Sicherheitsgründen auf 20 Fahrzeuge begrenzt. Da 23 Wagen für das Rennen gemeldet wurden, stand von vornherein fest, dass die drei Langsamsten des Trainings nicht zum Rennen zugelassen würden.
Aufgrund des tödlichen Unfalls von Piers Courage zwei Wochen zuvor beim Großen Preis der Niederlande entschied sich Frank Williams gegen eine Teilnahme seines Privatteams. John Surtees fehlte, da er mit Vorbereitungen für den ersten Start seines eigenen Rennwagens beim nächsten Rennen in Großbritannien beschäftigt war.
Chris Amon bestritt seinen 50. Grand Prix.

### Training
Jochen Rindt qualifizierte sich für die sechste Startposition. Er mochte den Kurs nicht, da die vielen ruckartigen Richtungswechsel und Bergauf-/Bergabpassagen bei ihm Übelkeit auslösten. Die Tatsache, dass ihn im Training ein aufgewirbelter Stein vom nur unzureichend befestigten Streckenrand im Gesicht traf, festigte seine ablehnende Haltung gegenüber der Rennstrecke.
Die Pole-Position erreichte Jacky Ickx vor Jean-Pierre Beltoise, der sich bei seinem Heimrennen den besten Startplatz seiner Formel-1-Karriere sicherte.

### Rennen
Ickx übernahm zunächst die Führung, ahnte aber bereits, dass sein Motor die Renndistanz möglicherweise nicht überstehen würde, da sich schon kurz vor dem Rennen Probleme angedeutet hatten. In Runde 15 schied er dann tatsächlich mit Motorschaden aus und der bis dahin zweitplatzierte Beltoise übernahm die Führung, die er bis zur Runde 26 behielt, als er wegen eines Plattfußes die Box ansteuern musste. Nun übernahm Rindt die Spitze, behielt diese bis zum Ende und gewann das Rennen vor Amon und Jack Brabham.
In der Schlussphase schied der ehemals führende Beltoise mit Problemen bei der Kraftstoffzufuhr aus, wurde aber aufgrund der zurückgelegten Distanz noch als 13. gewertet.

## Meldeliste
| Team                        | Nr. | Fahrer               | Chassis       | Motor                    | Reifen |
| --------------------------- | --- | -------------------- | ------------- | ------------------------ | ------ |
| Tyrrell Racing Organisation | 01  | Jackie Stewart       | March 701     | Ford Cosworth DFV 3.0 V8 | D      |
| Tyrrell Racing Organisation | 02  | François Cevert      | March 701     | Ford Cosworth DFV 3.0 V8 | D      |
| Yardley Team B.R.M.         | 03  | Pedro Rodríguez      | BRM P153      | BRM P142 3.0 V12         | D      |
| Yardley Team B.R.M.         | 04  | George Eaton         | BRM P153      | BRM P142 3.0 V12         | D      |
| Yardley Team B.R.M.         | 05  | Jackie Oliver        | BRM P153      | BRM P142 3.0 V12         | D      |
| Gold Leaf Team Lotus        | 06  | Jochen Rindt         | Lotus 72C     | Ford Cosworth DFV 3.0 V8 | F      |
| Gold Leaf Team Lotus        | 07  | John Miles           | Lotus 72B     | Ford Cosworth DFV 3.0 V8 | F      |
| Rob Walker Racing Team      | 08  | Graham Hill          | Lotus 49C     | Ford Cosworth DFV 3.0 V8 | F      |
| World Wide Racing           | 09  | Àlex Soler-Roig      | Lotus 49C     | Ford Cosworth DFV 3.0 V8 | F      |
| Scuderia Ferrari SpA SEFAC  | 10  | Jacky Ickx           | Ferrari 312B  | Ferrari 001 3.0 F12      | F      |
| Scuderia Ferrari SpA SEFAC  | 11  | Ignazio Giunti       | Ferrari 312B  | Ferrari 001 3.0 F12      | F      |
| March Engineering           | 12  | Joseph Siffert       | March 701     | Ford Cosworth DFV 3.0 V8 | F      |
| March Engineering           | 14  | Chris Amon           | March 701     | Ford Cosworth DFV 3.0 V8 | F      |
| Bruce McLaren Motor Racing  | 16  | Andrea de Adamich    | McLaren M7D   | Alfa Romeo T33 3.0 V8    | G      |
| Bruce McLaren Motor Racing  | 17  | Dan Gurney           | McLaren M14A  | Ford Cosworth DFV 3.0 V8 | G      |
| Bruce McLaren Motor Racing  | 19  | Denis Hulme          | McLaren M14D  | Ford Cosworth DFV 3.0 V8 | G      |
| Colin Crabbe Racing         | 18  | Ronnie Peterson      | March 701     | Ford Cosworth DFV 3.0 V8 | G      |
| Equipe Matra Elf            | 20  | Henri Pescarolo      | Matra MS120   | Matra MS12 3.0 V12       | G      |
| Equipe Matra Elf            | 21  | Jean-Pierre Beltoise | Matra MS120   | Matra MS12 3.0 V12       | G      |
| Auto Motor und Sport        | 22  | Rolf Stommelen       | Brabham BT33  | Ford Cosworth DFV 3.0 V8 | G      |
| Motor Racing Developments   | 23  | Jack Brabham         | Brabham BT33  | Ford Cosworth DFV 3.0 V8 | G      |
| Silvio Moser Racing Team    | 24  | Silvio Moser         | Bellasi F1 70 | Ford Cosworth DFV 3.0 V8 | G      |
| Pete Lovely Volkswagen Inc. | 25  | Pete Lovely          | Lotus 49B     | Ford Cosworth DFV 3.0 V8 | F      |

## Klassifikationen

### Startaufstellung
| Pos. | Fahrer               | Konstrukteur       | Zeit    | Ø-Geschwindigkeit | Start |
| ---- | -------------------- | ------------------ | ------- | ----------------- | ----- |
| 01   | Jacky Ickx           | Ferrari            | 2:58,22 | 162,709 km/h      | 01    |
| 02   | Jean-Pierre Beltoise | Matra              | 2:58,70 | 162,272 km/h      | 02    |
| 03   | Chris Amon           | March-Ford         | 2:59,14 | 161,873 km/h      | 03    |
| 04   | Jackie Stewart       | March-Ford         | 2:59,24 | 161,783 km/h      | 04    |
| 05   | Jack Brabham         | Brabham-Ford       | 2:59,67 | 161,396 km/h      | 05    |
| 06   | Jochen Rindt         | Lotus-Ford         | 2:59,74 | 161,333 km/h      | 06    |
| 07   | Denis Hulme          | McLaren-Ford       | 3:00,42 | 160,725 km/h      | 07    |
| 08   | Henri Pescarolo      | Matra              | 3:00,59 | 160,574 km/h      | 08    |
| 09   | Ronnie Peterson      | March-Ford         | 3:01,21 | 160,024 km/h      | 09    |
| 10   | Pedro Rodríguez      | B.R.M.             | 3:01,29 | 159,954 km/h      | 10    |
| 11   | Ignazio Giunti       | Ferrari            | 3:01,85 | 159,461 km/h      | 11    |
| 12   | Jackie Oliver        | B.R.M.             | 3:02,77 | 158,658 km/h      | 12    |
| 13   | François Cevert      | March-Ford         | 3:02,87 | 158,572 km/h      | 13    |
| 14   | Rolf Stommelen       | Brabham-Ford       | 3:03,41 | 158,105 km/h      | 14    |
| 15   | Andrea de Adamich    | McLaren-Alfa Romeo | 3:03,48 | 158,044 km/h      | 15    |
| 16   | Joseph Siffert       | March-Ford         | 3:03,78 | 157,786 km/h      | 16    |
| 17   | Dan Gurney           | McLaren-Ford       | 3:04,04 | 157,564 km/h      | 17    |
| 18   | John Miles           | Lotus-Ford         | 3:04,16 | 157,461 km/h      | 18    |
| 19   | George Eaton         | B.R.M.             | 3:04,92 | 156,814 km/h      | 19    |
| 20   | Graham Hill          | Lotus-Ford         | 3:07,84 | 154,376 km/h      | 20    |
| DNQ  | Silvio Moser         | Bellasi-Ford       | 3:08,10 | 154,163 km/h      | –     |
| DNQ  | Àlex Soler-Roig      | Lotus-Ford         | 3:14,49 | 149,098 km/h      | –     |
| DNQ  | Pete Lovely          | Lotus-Ford         | 3:15,58 | 148,267 km/h      | –     |

### Rennen
| Pos. | Fahrer               | Konstrukteur       | Runden | Stopps | Zeit       | Start | Schnellste Runde |
| ---- | -------------------- | ------------------ | ------ | ------ | ---------- | ----- | ---------------- |
| 01   | Jochen Rindt         | Lotus-Ford         | 38     | 0      | 1:55:57,0  | 06    | 3:00,96          |
| 02   | Chris Amon           | March-Ford         | 38     | 0      | + 7,61     | 03    | 3:01,31          |
| 03   | Jack Brabham         | Brabham-Ford       | 38     | 0      | + 44,83    | 05    | 3:00,75          |
| 04   | Denis Hulme          | McLaren-Ford       | 38     | 0      | + 45,66    | 07    | 3:01,14          |
| 05   | Henri Pescarolo      | Matra              | 38     | 0      | + 1:19,42  | 08    | 3:03,62          |
| 06   | Dan Gurney           | McLaren-Ford       | 38     | 0      | + 1:19,65  | 17    | 3:02,41          |
| 07   | Rolf Stommelen       | Brabham-Ford       | 38     | 0      | + 2:20,16  | 14    | 3:03,69          |
| 08   | John Miles           | Lotus-Ford         | 38     | 0      | + 2:47,17  | 18    | 3:03,68          |
| 09   | Jackie Stewart       | March-Ford         | 38     | 1      | + 3:09,61  | 04    | 3:02,28          |
| 10   | Graham Hill          | Lotus-Ford         | 37     | 0      | + 1 Runde  | 20    | 3:04,12          |
| 11   | François Cevert      | March-Ford         | 37     | 0      | + 1 Runde  | 13    | 3:05,92          |
| 12   | George Eaton         | B.R.M.             | 36     | 1      | + 2 Runden | 19    | 3:07,07          |
| 13   | Jean-Pierre Beltoise | Matra              | 35     | 1      | DNF        | 02    | 3:01,23          |
| 14   | Ignazio Giunti       | Ferrari            | 35     | 0      | + 3 Runden | 11    | 3:02,76          |
| –    | Andrea de Adamich    | McLaren-Alfa Romeo | 29     | 1      | NC         | 15    | 3:10,79          |
| –    | Joseph Siffert       | March-Ford         | 23     | 0      | DNF        | 16    | 3:06,02          |
| –    | Ronnie Peterson      | March-Ford         | 17     | 0      | DNF        | 09    | 3:03,58          |
| –    | Jacky Ickx           | Ferrari            | 16     | 0      | DNF        | 01    | 3:02,08          |
| –    | Pedro Rodríguez      | B.R.M.             | 6      | 0      | DNF        | 10    | 3:04,38          |
| –    | Jackie Oliver        | B.R.M.             | 5      | 0      | DNF        | 12    | 3:09,59          |

## WM-Stände nach dem Rennen
Die ersten sechs des Rennens bekamen 9, 6, 4, 3, 2, 1 Punkt(e). Die besten sechs Ergebnisse der ersten sieben und die besten fünf der letzten sechs Rennen zählten zur Meisterschaft. In der Konstrukteurswertung zählten dabei nur die Punkte des bestplatzierten Fahrers eines Teams.

### Fahrerwertung
| Pos. | Fahrer               | Konstrukteur | Punkte |
| ---- | -------------------- | ------------ | ------ |
| 01   | Jochen Rindt         | Lotus-Ford   | 27     |
| 02   | Jackie Stewart       | March-Ford   | 19     |
| 03   | Jack Brabham         | Brabham-Ford | 19     |
| 04   | Chris Amon           | March-Ford   | 12     |
| 05   | Denis Hulme          | McLaren-Ford | 12     |
| 06   | Pedro Rodríguez      | B.R.M.       | 10     |
| 07   | Jean-Pierre Beltoise | Matra        | 9      |
| 08   | Henri Pescarolo      | Matra        | 7      |
| 09   | Bruce McLaren †      | McLaren-Ford | 6      |
| 10   | Graham Hill          | Lotus-Ford   | 6      |
| 11   | Jacky Ickx           | Ferrari      | 4      |
| 12   | Mario Andretti       | March-Ford   | 4      |
| 13   | Ignazio Giunti       | Ferrari      | 3      |
| 14   | Clay Regazzoni       | Ferrari      | 3      |
| 15   | John Miles           | Lotus-Ford   | 2      |
| 16   | Johnny Servoz-Gavin  | March-Ford   | 2      |

| Pos. | Fahrer            | Konstrukteur       | Punkte |
| ---- | ----------------- | ------------------ | ------ |
| 17   | Rolf Stommelen    | Brabham-Ford       | 2      |
| 18   | John Surtees      | McLaren-Ford       | 1      |
| 19   | Dan Gurney        | McLaren-Ford       | 1      |
| 20   | Ronnie Peterson   | March-Ford         | 0      |
| 22   | John Love         | Lotus-Ford         | 0      |
| 23   | Joseph Siffert    | Brabham-Ford       | 0      |
| 24   | François Cevert   | March-Ford         | 0      |
| 25   | Peter de Klerk    | Lotus-Ford         | 0      |
| 26   | George Eaton      | B.R.M.             | 0      |
| 27   | Dave Charlton     | Lotus-Ford         | 0      |
| –    | Piers Courage †   | De Tomaso-Ford     | 0      |
| –    | Jackie Oliver     | B.R.M.             | 0      |
| –    | Derek Bell        | Brabham-Ford       | 0      |
| –    | Peter Gethin      | McLaren-Ford       | 0      |
| –    | Andrea de Adamich | McLaren-Alfa Romeo | 0      |

### Konstrukteurswertung
| Pos. | Konstrukteur | Punkte |
| ---- | ------------ | ------ |
| 01   | Lotus-Ford   | 32     |
| 02   | March-Ford   | 31     |
| 03   | Brabham-Ford | 21     |
| 04   | McLaren-Ford | 19     |

| Pos. | Konstrukteur   | Punkte |
| ---- | -------------- | ------ |
| 05   | Matra          | 15     |
| 06   | B.R.M.         | 10     |
| 07   | Ferrari        | 7      |
| –    | De Tomaso-Ford | 0      |